# Rock en Seine
Rock en Seine är en musikfestival som hålls i Saint Cloud-parken i västra utkanten av Paris varje år i månadsskiftet augusti-september.
Festivalen organiserades första gången den 27 augusti 2003., då den var ett endagsarrangemang med två scener på vilka ett tiotal band och artister, bland annat Massive Attack och PJ Harvey, spelade. Sedan dess har festivalen växt till ett flerkvällsevenemang med ett halvdussin scener och ett femtiotal artister. Utöver musikscener förekommer ett mot musikfestivalstandard mätt synnerligen ambitiöst restaurangområde med mat från olika franska regioner.
Bland de artister som spelat på Rock en Seine kan nämnas The Chemical Brothers, Sonic Youth, Pixies, Robert Plant, Morrissey, Radiohead, Björk, R.E.M. och Foo Fighters.